# خالد الجفالي
خالد بن أحمد بن عبد الله الجفالي (مواليد 1 يناير 1958)، هو رئيس شركة إبراهيم الجفالي وإخوانه، أكبر شركة مملوكة للقطاع الخاص في المملكة العربية السعودية. وقد تولى هذا المنصب بعد وفاة شقيقه وليد الجفالي.
خالد هو أيضًا رئيس مجلس إدارة شركته الشخصية "KJC"، وهي شركة استثمار مملوكة للقطاع الخاص توجد في مدينة نيويورك.
هو أيضًا رئيس مجلس الأعمال السعودي الألماني. وهو عضو في مجلس إدارة البنك المركزي السعودي. ومجالس إدارة العديد من الشركات الاستثمارية بما في ذلك شركة راية (ReAya) القابضة، وصناعة السيارات الوطنية؛ وهو أيضًا عضو في المجلس الاستشاري لـ Gulf Capital.
يمتلك خالد أيضا حصصًا في عدد من المشاريع التجارية، من بينها شركة داو كيميكال وسيمنز.

## حياته
ولد خالد في جدة بتاريخ 1 يناير 1958، لعائلة ثرية من عنيزة. عائلة الجفالي هم أعضاء في قبيلة بنو خالد، حكام شرق الجزيرة العربية في أوائل القرن السادس عشر وحتى أواخر القرن التاسع عشر بعد الهزائم العسكرية ضد السعوديين.
خالد هو الابن الثاني لمؤسس مجموعة الجفالي، الشيخ أحمد بن عبد الله الجفالي. وشقيقيه هما: وليد الجفالي، وطارق الجفالي.
بعد أن أكمل تعليمه الابتدائي والثانوي بين جدة وسويسرا، تابع تعليمه الجامعي في جامعة سان دييغو حيث حصل على درجة البكالوريوس في العلوم التجارية والعلوم السياسية الدولية. بعد تخرجه، عمل إلى جانب والده وكان يعرف بأنه الطفل المفضل للشيخ أحمد. تم تقديم خالد تدريجياً إلى عدة مهام عامة في محافظة الخبر، المنطقة الشرقية بالمملكة العربية السعودية. كما أنه خريج كلية مينلو بأثرتون (كاليفورنيا)، حيث حصل على الدكتوراه في الشؤون الدولية في عام 2012.
أطلق خالد العديد من المبادرات والبرامج التي تستمر في خدمة مختلف قطاعات المجتمع والمشاركة في التنمية الإنسانية داخل وخارج الشرق الأوسط والبلدان الإسلامية المجاورة. يتقن خالد خمس لغات، هي: العربية والإنجليزية والفرنسية والألمانية والإيطالية.

## مشاريعه
في عام 2005، تم تعيينه رئيسًا لشركة سيمنس السعودية. وفي العام نفسه، ترأس مجلس إدارة دايملر العربية وأصبح عضو مجلس إدارة مؤسسة النقد العربي السعودي، صندوق الثروة السيادية للمملكة العربية السعودية.
قام خالد بتمويل فندق (Four Seasons Hotel & Private Residences, One Dalton Street)، ناطحة سحاب في بوسطن، ماساتشوستس، وذلك بعد استثمار 700 مليون دولار في المشروع من خلال ParkView Wealth Management، الذي أنشأه أحمد الجفالي في عام 1982 لإدارة جزء من ثروة عائلة الجفالي في مدينة نيويورك. يمتلك الشيخ خالد أيضًا 3٪ من أسهم شركة شركة ماكيسون بعد شراء الحصة مقابل 2.1 مليار دولار في فبراير 2009، وأفيد أن الجفالي يرغب في زيادة حصته إلى 4 ٪ في أغسطس 2020. في أواخر عام 2016، أصبح خالد أغنى رجل في المنطقة، بعد فترة وجيزة من ورث شقيقه المتوفي وليد الجفالي.

## حياته الشخصية
للشيخ خالد زوجة واحدة وابن وثلاث بنات. تزوج «أُلفت مطلق المطلق» في أوائل السبعينيات من بني تميم. وهي عضو في مؤسسة الفكر العربي، ورئيسة المدرسة البريطانية الدولية بجدة، كما أن أُلفت تُتقن خمس لغات: العربية والإنجليزية والفرنسية والألمانية والإيطالية.